# Geurloze vezelkop
De geurloze vezelkop (Inocybe inodora) is een schimmel behorend tot de familie Inocybaceae. Hij vormt ectomycorrhiza met loof- en naaldbomen. Hij komt vaak voor op kalkhoudende grind bij rivieroevers.

## Kenmerken

### Uiterlijke kenmerken
Hoed
De hoed heeft een diameter tot 5 cm. Het hoedoppervlak is dicht vezelig, maar ook schilferig. Vaak heeft het een wit-grijzige velum. De kleur van de hoed is oker tot roodbruin.
Steel
De steel is minstens tot de helft berijpt.

### Microscopische kenmerken
De gladsporige sporen meten  (10,5-) 11,0 tot 13,0 × 6,0 tot 6,5(-7,0) µm. Cystidia zijn dikwandig (2,5 tot 3,0 µm), verschillend van vorm (spits-knotsvormig, maar ook flesvormig). Cheilocystidia en pleurocystidia zijn meten 58-78(-80) × (19-)21-24 µm. Caulocystidia zijn aflopend naar de basis van de steel en vergelijkbaar met cheilocystidia. Cheilocystidia en paracystidia zijn meestal bruinachtig.
Microscopisch onderzoek toont aan dat Inocybe inodora en Inocybe albidodisca sterk op elkaar lijken en mogelijk synoniem zijn.

## Verspreiding
De geurloze vezelkop komt in Nederland zeldzaam voor. Hij staat op de rode lijst in de categorie 'ernstig bedreigd'.